# Astragalus hoffmeisteri
Astragalus hoffmeisteri es una especie de planta del género Astragalus, de la familia de las leguminosas, orden Fabales.

## Distribución
Astragalus hoffmeisteri se distribuye por Tíbet, Cachemira pakistaní, Jammu y Cachemira (Ladakh, Zanskar, Dras) y Afganistán (Wakhan).

## Taxonomía
Fue descrita científicamente por (Kl.) Ali. Fue publicada en Kew Bull. 13(2): 304 (1958).